# چاه عمیق شماره۱ طالب‌آباد
چاه عمیق شماره ۱طالب‌آباد روستایی در دهستان نهارجان بخش مود شهرستان سربیشه استان خراسان جنوبی ایران است.

## جمعیت
بر پایه سرشماری عمومی نفوس و مسکن در سال ۱۳۹۵ جمعیت این روستا ۶۱ نفر (۱۹خانوار) بوده‌است.